# 西馬 (鐘錶製造商)
西馬（英語：CYMA）是1862年在瑞士成立的鐘錶製造商，並為寶光實業旗下成員。

## 歷史
1862年，西馬於瑞士侏羅山區（Jura Mountains）由Joseph Schwob和Theodore Schwob兄弟成立，專注發展先進的機械錶生產技術。西馬命名的靈感源自法文「Cime」，取其「高峰」的意思；而品牌名稱則直接取自拉丁文「Cyma」，意思是「向前的推進」。
1891年，來自瑞士鐘錶業搖籃地Le Locle的商人Frederic Henri Sandoz創立了一家以生產計時錶為主的公司，他在一年後與Schwob兄弟成為合作夥伴。
1986年，寶光實業收購西馬。

## 外部連結
- 西馬 （页面存档备份，存于）